# Distretto di Buk (Gwangju)
Buk (Hangŭl: 북구; Hanja: 北區) è un distretto di Gwangju. Ha una superficie di 121,75 km² e una popolazione di 463.333 abitanti al 2007.